# 大本德 (堪薩斯州)
大本德（英語：Great Bend）是一個位於美国堪薩斯州巴頓郡的城市。同時該地也是巴頓郡的郡治。

## 地方資料
大本德的座標為38°21′52″N 98°45′53″W / 38.36444°N 98.76472°W，而該地的海拔高度為560米（即1850英尺）。根據2010年美國人口普查，該地共人口14733人，而該地的面積約為27.54平方千米。